# Vlag van Ingelmunster
De vlag van Ingelmunster werd door de gemeenteraad op 24 februari 1987 officieel vastgesteld als de gemeentelijke vlag van de West-Vlaamse gemeente Ingelmunster. Op 7 juli 1987 werd hij door het Bestuur van Vlaanderen bevestigd en uiteindelijk gepubliceerd op 3 december 1987 in het officiële Belgisch Staatsblad.
Officieel wordt de vlag beschreven als:
Drie banen van rood, van geel en van rood, lengteverhouding 1 : 2 : 1, met op het geel een hertekop van natuurlijke kleur met rood gewei.
De kleuren van de vlag en een hertenkop zijn afkomstig uit het gemeentewapen.

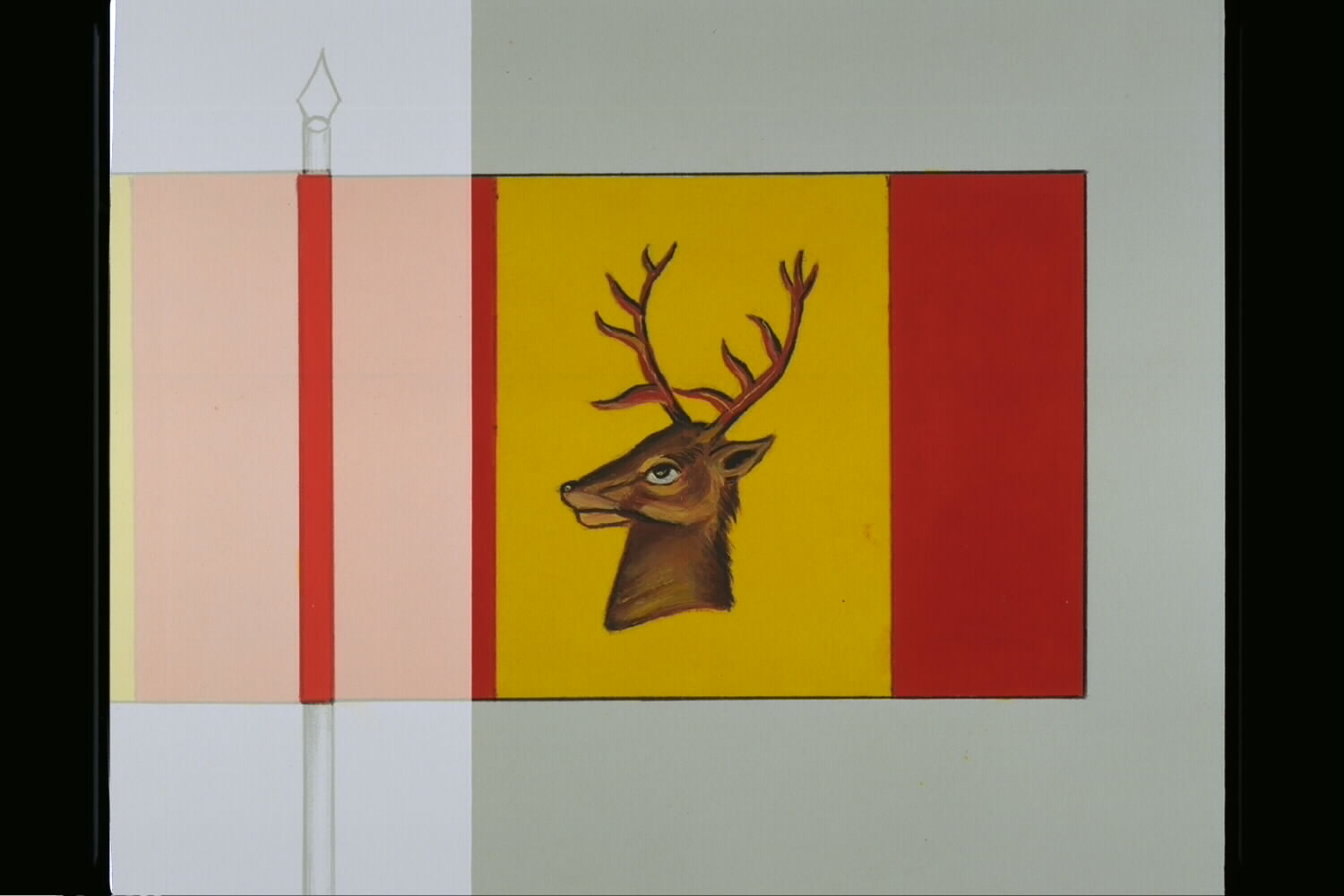
Officiële tekening van de vlag